# Espacio regular
| Axiomas de separación en espacios topológicos |
| --------------------------------------------- |
| T0                                            |
| T1                                            |
| T2                                            |
| T2½                                           |
| completamente T2                              |
| T3                                            |
| T3½                                           |
| T4                                            |
| T5                                            |
| T6                                            |

En matemáticas, y más concretamente en topología general, se dice que un espacio topológico X es un espacio regular cuando es posible separar todo conjunto cerrado de cualquiera de sus puntos exteriores, en el sentido de que pertenecen a vecindades separadas.
La condición de regular, que se denota por T3, es uno de los denominados axiomas de separación. En ocasiones se reserva la denominación T3 para los espacios de Hausdorff regulares, es decir, que además son espacios de Hausdorff.

## Definición

El punto x y el conjunto cerrado F (representado por el disco sólido de la derecha) están separados por sus respectivos entornos abiertos U y V, que no se solapan. Los entornos abiertos son los espacio interiores a cada circunferencia.

Un espacio topológico X es un espacio regular cuando para cada conjunto cerrado F de X  y cada punto x que no pertenece a F, existen dos entornos abiertos, U de x y V de F, que son disjuntos: {\displaystyle U\cap V=\emptyset }.

### Proposición
Consideremos un espacio topológico (X, T) . Entonces los siguientes enunciados son equivalentes:
1. X es un espacio regular.
2. Si U es un abierto de X y t ∈ U, entonces existe un abierto W de X tal que t ∈ W y la adherencia de W está contenida en U
3. Cualquier punto de X tiene un sistema fundamental de vecindades cerradas.[3]

### Aclaración y definición
En general a un espacio topológico regular y {\displaystyle T_{1}} se les denomina {\displaystyle T_{3}}. 
Es claro que si X es un espacio T1 y regular entonces es  de Hausdorff (ya que en los espacios T1 los conjuntos unipuntuales son conjuntos cerrados). Sin embargo, hay ejemplos de espacios Hausdorff no regulares. Para el caso de espacios compactos, ser Hausdorff y ser regular son propiedades equivalentes.
Una caracterización de los espacios regulares (no se necesita que los puntos sean cerrados) está dada por la siguiente proposición: un espacio X es regular si y solo si para todo {\displaystyle z\in X} y U entorno de z existe un entorno V de z tal que {\displaystyle {\bar {V}}\subseteq U}.

## Ejemplos
- El espacio topológico ℝ con la topología usual es un espacio regular.
- Sea S un conjunto provisto de topología trivial. Entonces S es un espacio regular[4]
- Sea el conjunto ℝ y la topología sobre él, T = {∅, ℚ, ℝ\ℚ, ℝ}, entonces (ℝ, T) es un espacio regular, pero no es un espacio de Hausdorff[5]
- El espacio de Sierpinski no es T3.